# ドッグ・イン・パラダイス
『ドッグ・イン・パラダイス』（原題：C'era un castello con 40 cani,英題：There Was a Castle with Forty Dogs）は、1990年のイタリア/フランスのコメディ映画。ドゥッチョ・テッサリ監督、ピーター・ユスティノフ、ロベルト・アルピ、サルヴァトーレ・カシオ、デルフィーネ・フォレスト、メルセデス・アロンゾ、ジャン＝クロード・ブリアリ出演。
レモ・フォルラーニによる小説『Au bonheur des chiens』が原作である。

## ストーリー
幼い頃に実の父親を亡くした9歳の少年トムは広告業をしている母親のジョバンナと、その恋人で仕事が落ち着いたら彼女と結婚するつもりだというコンピューター会社に勤める都会好きなボブ・ボッツィの3人で、慌ただしいミラノの都会生活を送っていた。ある日ボブは弁護士のレンゾーニから、死亡した遠い親戚のエミリア伯爵夫人が所有していたトスカーナ州にある城の相続人がボブに決まったことを伝えられ、トムたち3人は城を見にトスカーナに向かう。そして城の見学を終えたボブが、早く大好きなミラノに帰るため売却の手続きをレンゾーニに頼んだ直後、伯爵夫人の飼い犬ペピークとともにメイドのユリンカとオルカが現れる。トムは昼食の食材を買うためオルカに村の食品店へ連れて行ってもらい、店員のビオレッタと知り合う。さらにトムはビオレッタの父親からスタンリオとオリオという名の伯爵夫人の飼い犬2匹を預かっていることを知らされ、餌として与えた肉代を含める30万リラを請求される。
犬まで相続するつもりはなかったボブは犬を返しに行くことを決め、ジョバンナともし引き取りを拒否された場合について話し合い、そのときには獣医に処分してもらうことにした。だが店に着きビオレッタと話したボブは、彼女から伯爵夫人の遺言で城を相続する条件として犬を飼う事が挙げられており、犬を飼わないなら城も諦めるしかないと言われる。仕方なく城が売れるまで犬をユリンカたちに預けることにして今日中にミラノに帰ろうとするボブだが、ジョバンナはロケッタ公爵夫人と勝手にディナーの約束をしていたため、彼は渋々彼女と公爵夫人宅に赴く。そのころ犬と城で留守番をしていたトムは、脆くなっていた床を踏み抜き城の地下に落下して閉じ込められるが、スタンリオとオリオに助けられる。帰宅したボブは自分たちの寝室に犬を連れ込んだトムに犬を外へ出すよう言うが、ジョバンナになだめられ今日だけトムの部屋で寝ることにする。
翌日ボブがビオレッタの店に犬の餌代を払いに出かけているとき、ロケッタ夫妻が城を訪れてジョバンナにチベットへ行く用事があるため犬のミレディを預かって欲しいと頼み、彼女はそれを了承する。店でビオレッタと話していたボブのところにオルカが駆けつけ、城で大変なことが起きていると伝えられる。ビオレッタと城に帰ったボブは、木の上から降りられなくなっているトムとミレディを目にする。公爵夫人の犬が城にいることを不思議に思うボブだが、とりあえず木に登ってトムたちを助けようとする。しかし枝が折れて地面に落下してしまい怪我を負ったボブは、ビオレッタに連れられて獣医のムジョーネの家へ訪れ肩の脱臼を治してもらう。だが一ヶ月安静にするよう言われたボブは、ミラノへ帰ることを延期せざるを得なくなる。

## キャスト
※括弧内は日本語吹替
- 獣医ムジョーネ - ピーター・ユスティノフ（富田耕生）
- ボブ・ボッツィ - ロベルト・アルピ（イタリア語版）（江原正士）
- トム - サルヴァトーレ・カシオ（遠藤勝代）
- ビオレッタ - デルフィーネ・フォレスト（イタリア語版）（深見梨加）
- ジョバンナ - メルセデス・アロンゾ（スペイン語版）（吉田理保子）
- 裁判長 - ジャン＝クロード・ブリアリ（藤城裕士）
- レンゾーニ - ホセ・マリア・カファレル（スペイン語版）（あずさ欣平）
- ファンタッチ - ピエトロ・モンタンドン（荒川太郎）
- ユリンカ - ジーナ・ロヴェレ（イタリア語版）（巴菁子）
- オルカ - フィアンメッタ・バラッラ（イタリア語版）（片岡富枝）
- ビオレッタの父 - フランコ・ディオジェーネ（イタリア語版）（小関一）
- 競売人 - ルイジ・ボノス（イタリア語版）
- 将軍 - レンツォ・スタッチ（イタリア語版）（筈見純）
- スエーバ・ロケッタ - ミカエラ・ピナテッリ（イタリア語版）（さとうあい）
- サーカスの団長 - ロベルト・ノービレ（イタリア語版）（西川幾雄）

## スタッフ
- 監督：ドゥッチョ・テッサリ
- 脚本：マルチェロ・コシア、エンニオ・デ・コンチーニ、ドゥッチョ・テッサリ、マーナヘン・バレスコ
- 原作：レモ・フォルラーニ（フランス語版）
- 製作：フランコ・クリスタルディ
- 撮影監督：マルコ・オノラート（イタリア語版）、カルロス・スアレス
- プロダクションデザイナー：フランコ・ヴァノリオ
- 編集：マリオ・モッラ（イタリア語版）
- 音楽：デット・マリアーノ（イタリア語版）
- 衣裳デザイン：ベアトリス・ボルドネ

日本語版スタッフ
- 日本語字幕：松浦美奈
- 吹替翻訳：石原千麻